# 原嘉壽子
原 嘉壽子（はら かずこ、1935年2月10日 - 2014年11月30日）は、日本のオペラ作曲家。本名は原和子。
東京府出身。東京藝術大学音楽学部作曲科卒業、同専攻科修了。ベネデット・マルチェッロ音楽院声楽科卒業。池内友次郎、デュティユー、コラデッティらに師事。元同志社女子大学教授。芸術選奨文部大臣賞、ジロー・オペラ賞、紫綬褒章、旭日小綬章などを受賞している。
1978年から1999年の間に18曲のオペラを作曲した。多くは日本オペラ振興会または二期会によって東京で初演されたが、イタリアでも上演された作品がある。全般的には日本の主題を好んで用いるが、2作目のオペラはシャーロック・ホームズを題材とするもので、また1999年には新国立劇場でドストエフスキーの「罪と罰」の大規模オペラを上演した。
2014年11月30日、心不全のため死去。79歳没。
なお、夫の原博も作曲家。

## 作品
- ヴァイオリンとピアノのためのソナタ（1954年）
- ピアノのためのソナチネ（1957年）
- フルート、チェンバロ、弦楽のための小協奏曲（1966年）
- オーボエ、ホルン、弦のための五重奏曲（1970年）
- オペラ「智恵子抄」（1978年）
- オペラ「告白〜シャーロック・ホームズの事件簿」（1981年）
- オペラ「祝い歌が流れる夜に」（1984年）
- オペラ「舌を噛み切った女」（1986年、1989年「すて姫」と改題）
- オペラ「脳死を越えて」（1988年）
- オペラ「よさこい節」（1990年）
- オペラ「岩長姫」（1990年）
- オペラ「トネールの不思議の樹」（1992年）
- オラトリオ「マリアの生涯」（1993年）
- オペラ「さんせう太夫」（1996年）
- オペラ「罪と罰」（1998年）
- オペラ「水の声」（1999年）

## レコーディング
- 『よさこい節』はレーザーディスクになって発売されている。